# الحدود الأنيقة والتعريفات الدقيقة
الحدود الأنيقة والتعريفات الدقيقة
- المؤلف : زكريا بن محمد بن زكريا الأنصاري أبو يحيى
- الناشر : دار الفكر المعاصر - بيروت
- الطبعة الأولى ، 1411
- تحقيق : د. مازن المبارك
- عدد الأجزاء : 1[1]